# Francesc Lladó Rotger
Francesc Lladó Rotger (Sóller, 1950) és un mestre i historiador balear.
Va néixer a Sóller l'any 1950. El 1973 organitza la Primera Campanya de Mallorquí a Sóller i el 1974 funda la delegació de l'OCB. Director de Colònies d'Estiu (1975) exercí a Can Tàpera i Alcúdia. Mestre d'escola des de 1975, va ser organitzador i professor de les Escoles d'Estiu de Mallorca de 1980, 81 i 82. L'any 1990 es llicencia en Filosofia a la Universitat de les Illes Balears on es doctorà amb una tesi sobre la vida, l'obra i el pensament de Miquel Ferrà (2000). Ha tengut cura de l'edició dels llibres de Ferrà "Articles i assaigs" (1991) i "El doctor Zero i jo" (1992). Autor del treball "L'amistat entre Miquel Ferrà i Maria-Antònia Salvà" (1997). El 2009 va publicar "El pont de la mar blava. Vida i obra de Miquel Ferrà". Ha publicat articles a les revistes Lluc, Estudis Baleàrics, s'Esclop, Randa, Els Marges, El Mirall, Eivissa, Cala Murta, etc. Ha estat professor de filosofia a l'ensenyament mitjà, compaginant aquesta tasca amb la investigació al voltant de la figura i l'època de Miquel Ferrà.